# Richelle Ryan

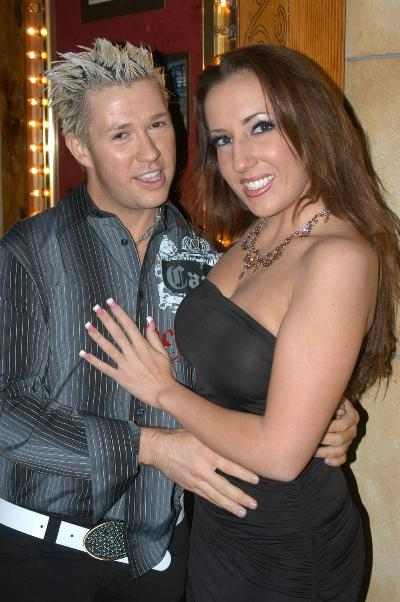
Jason Sechrest und Richelle Ryan bei den XBIZ Awards 2007

Richelle Ryan (* 11. Juli 1985 in Rochester, New York) ist eine US-amerikanische Pornodarstellerin.

## Leben
Richelle besuchte die katholische Schule. Sie begann ihre Karriere in der Unterhaltungsbranche für Erwachsene zunächst als exotische Tänzerin. Während ihrer Arbeit als Tänzerin lernte sie Gina Lynn und Nikki Benz kennen und sah sich DVDs mit Arbeiten von Briana Banks und Erik Everhard an. Richelle ging zur LA Direct Agency und drehte am 11. Juli 2006 an ihrem 21. Geburtstag ihre erste professionelle Szene. Seitdem arbeitet sie für Naughty America, BangBros, Brazzers, Reality Kings und Wicked Pictures, und viele mehr.
Zu ihren bekannten Darstellungen gehören Szenen in Filmen des Genre MILF und Cougar. Sie ist zudem in zwei Pornofilmen zu sehen, welche die Affären von Tiger Woods zum Gegenstand haben (Tiger’s Got Wood und Tyler’s Wood).
Im November 2017 antwortete sie in einem Interview mit dem Magazin TMZ auf die Frage, welcher Footballspieler am erfolgreichsten als Pornodarsteller sein würde, dies sei Rob Gronkowski von den New England Patriots.
Sie hat 360.000 Follower auf Twitter. Richelle tweetete im Oktober 2018 ein Motivationszitat vom Kapitän des indischen Cricket-Teams, Virat Kohli: „Selbstvertrauen und harte Arbeit werden Ihnen immer Erfolg bringen“.
Richelle praktiziert auch Yoga. Sie machte Schlagzeilen, als sie von einem Treffen mit einem Footballteam in Utah berichtete.

## Auszeichnungen
- 2018: Urban X Awards  – MILF Performer of the Year
- 2014: NightMoves Award – Best Adult Film Star Feature Dancer
- 2015: NightMoves Award – Best Adult Film Star Feature Dancer

## Filmografie (Auswahl)
- My Friend’s Hot Mom 99
- True MILF 5
- Mommy Sucks 7
- Military Wives
- Women Seeking Women 154, 161
- Baby Got Boobs 8
- Mom Knows Best 3
- Kittens & Cougars 13
- Seduced By a Cougar 47, 54
- Tonight’s Girlfriend 65, 87
- Seduced by Mommy 12
- Big Tits in Uniform 15
- Dirty Rotten Mother Fuckers 9
- Prince the Punisher
- MILF Soup 26
- Spandex Loads 7
- Tiger's Got Wood
- Tyler's Wood